# Mezőhegyes
Mezőhegyes est une ville et une commune du comitat de Békés en Hongrie.